# Castelo de Gola Dzierżoniowska
O Castelo de Gola Dzierżoniowska é um castelo da Polónia, na Comuna de Niemcza, no condado de Dzierżoniowski e na voivodia da Baixa Silésia.

## História
O castelo foi construído em 1580 por Leonard von Rohnau. Toda a construção é feita de granito. Este lugar é conhecido por ter sido habitado desde o ano de 1000. O edifício original foi ampliado em estilo renascentista entre os anos 1600-1610. Ele passou por reformas no início do século XVIII e foi finalmente restaurado no século XX. O castelo foi parcialmente destruído em 1945 e os últimos proprietários, a família von und Gaffron Prittwitz, foram obrigados a sair depois da Segunda Guerra Mundial. Depois disso, o castelo caiu em ruínas. O parque natural em torno da propriedade também foi abandonado. No entanto, tanto o castelo como o parque estão agora sob protecção rigorosa. O Castelo de Gola é de especial interesse porque é um dos maiores e mais antigos castelos construídos em estilo renascentista na região .

## Arquitetura

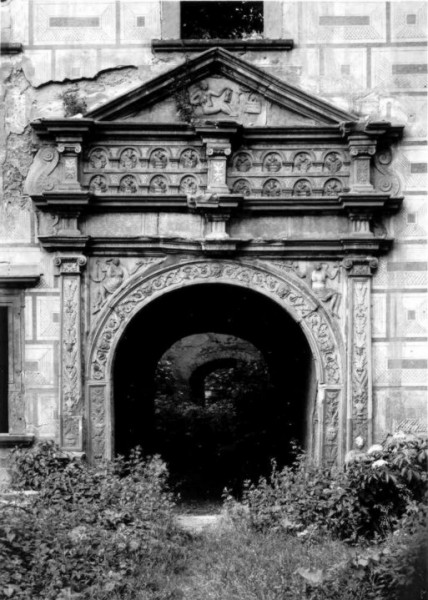
Portal e decoração da parede do castelo

O castelo renascentista foi construído em 1580 em pedra íngreme por Leonard von Rohnau. Isto é confirmado pela inscrição acima da entrada principal que diz:  "IN GOTTES NAMEN. DEN 23. FEBRVAR ANNO 15 IM ACHZIGSTEN IAR LEONARD VON ROHNAV DES BAUES ANFANG MACHT VND DIES IAR VNDERS DACH VORBARCHT: GOTT SEI DANK" ("Em nome de Deus, Amém 29 de fevereiro de 1580 O Leonard von Rohnau começou a construção Agradeço a Deus ea cobriu com um telhado ") - o mais provável é o mais antigo edifício no meio da Idade Média. O castelo na Idade Média tinha um caráter defensivo, como evidenciado pelo penhasco íngreme no lado oeste, o poço úmido do leste, e as paredes de pedra que cercam o edifício duplica.
O castelo renascentista foi construído como um edifício quadrado com um pátio. Uma tilia de 300 anos de idade ainda está crescendo no quintal. No início do século XVII, a torre foi acrescentada à construção do canto oriental original. A partir desse dia, a forma da construção preserva-se intacta.
O castelo tem um belo portal e uma parede esgrafiada.

## Parque
O parque está abaixo do nível do Castelo. Este parque de 13 hectares, tem mais de 1600 árvores que representam cerca de 35 espécies em todo o mundo. Um sistema de água grande irriga o parque. O rio que atravessa os sete parque lagoas formam Gola. É uma atmosfera única, criada pelas lagoas e vegetação, que permanece até hoje, como muitos dos lagos continuou a crescer ao longo dos anos.
O parque tem uma rica diversidade de flora e fauna. A principal via de cima do parque, onde o castelo é cercado por árvores centenárias de faia.
O último inventário da flora do parque Gola foi listado no Outono de 2001. O trabalho foi realizado pela seguinte equipe: Ewa Domaszewska, Artur Barcki e Cedric Gendaj.
As 1.619 árvores e 36 espécies diferentes foram coletadas e catalogadas no inventário. Para uma versão completa do inventário e uma descrição detalhada de cada árvore, por favor dê uma olhada no arquivo referenciado (disponível apenas em latim e polonês). 

## Reconstrução
Trabalho intensivo com o objetivo de restaurar os valores históricos do monumento é realizado desde 2000. Este trabalho tem sido apoiado nos anos 2007-2008 no "Património Cultural" programa do Ministério da Cultura e do Património Nacional.

## Hotel, Spa e Restaurante
Em 2013, o castelo de Gola tornou-se um hotel de luxo, spa e restaurante: Uroczysko 7 stawów - Santuário 7 Lagos. Para mais informações, ver: http://www.uroczysko7stawow.com.
|                |               |
| Estado inicial | Estado actual |